# Colletes seminitidus
Colletes seminitidus är en biart som beskrevs av Maximilian Spinola 1851. Colletes seminitidus ingår i släktet sidenbin, och familjen korttungebin. Inga underarter finns listade i Catalogue of Life.